# Zaborowo (powiat inowrocławski)
Zaborowo – wieś w Polsce, położona w województwie kujawsko-pomorskim, w powiecie inowrocławskim, w gminie Kruszwica.

## Podział administracyjny
W latach 1975–1998 miejscowość należała administracyjnie do województwa bydgoskiego.

## Demografia
Według Narodowego Spisu Powszechnego (III 2011 r.) wieś liczyła 47 mieszkańców. Jest 47. co do wielkości miejscowością gminy Kruszwica.